# Adicea Castillo
Adicea Castillo (Maracay, Venezuela, 17 de agosto de 1937) é uma economista venezuelana. Desde 1961, é professora da Universidade Central da Venezuela (UCV) e diretora da Comisión de Estudios de Postgrado (CEAP) da Facultad de Ciencias Económicas y Sociales (FACES) da mesma universidade. É também membro fundadora do Centro de Estudos da Mulher (CEM) da UCV e integra sua direção.

## Carreira
Estudou no liceo Fermín Touro, onde obteve o título de bachiller . Após se formar, inicialmente não pôde se inscrever na Universidade Central de Venezuela (UCV), porque seu pai estava viajando e sua mãe não tinha imediatamente os 500 bolívares para pagar a matrícula. Entretanto, em 1956, finalmente ingressou no curso de economia. Castillo é economista e tem doutorado em ciências sociais.
Começa sua incursão na política através de sua avó, operária no setor de sapatos e ligada ao movimento sindical. Fez parte da resistência contra a ditadura de Marcos Pérez Jiménez. Após o fim da ditadura, Castillo filiou-se aos partidos políticos. Sua trajetória partidária percorreu o Partido Comunista da Venezuela, a Ação Democrática (AD) e o Movimiento de Izquierda Revolucionaria (MIR). Fez parte da juventude da AD e integrou o Comitê Nacional de Mulheres no MIR.
Castillo foi membro fundadora do Centro de Estudos da Mulher (CEM) da UCV, onde integrou sua direção, e foi presidente da Fundação de Apoio do Centro. No CEM, esteve com Nora Castañeda, Gioconda Espinha, Ofelia Álvarez, Giovanna Merola, Tecla Tofano, Magdalena Valdivieso, Elizabeth Deita e María do Mar Álvarez.
Em 1961, tornou-se professora na Escola de Economia da UCV, onde permaneceu em atividade por pelo menos 55 anos, além de diretora da Comisión de Estudios de Postgrado (CEAP) da Facultad de Ciencias Económicas y Sociales (FACES) da universidade, onde apresentou sua tese de doutorado sobre a feminização da pobreza.
Integrou a direção da Voces Vitales, capítulo Venezuela (organização internacional cujo objetivo é a promoção da liderança feminina), assim como da direção do Observatório Direitos Humanos das Mulheres na Venezuela. Também promoveu mudanças no Código Civil venezuelano.

## Vida pessoal
Casou-se com o político e advogado Américo Martín, de quem foi colega de estudos e dirigente estudantil, e mais adiante com o economista Héctor Silva Michelena.

## Obras
- Incorporación diferenciada de las mujeres y los hombres en el desarrollo de Venezuela, analizada desde la perspectiva de género, período 1900-2011 (2016)[5]
- Las mujeres de Venezuela. Historia mínima (2003)[6]